# Coronie
Coronie – dystrykt w północnym Surinamie. Ośrodkiem administracyjnym dystryktu jest Totness. Powierzchnia dystryktu wynosi 3902 km², a liczba ludności 3391 (2012).

## Okręgi
Dystrykt Coronie podzielony jest na trzy okręgi (ressorten):
- Johanna Maria
- Totness
- Welgelegen